# Pedra de raio (folclore)

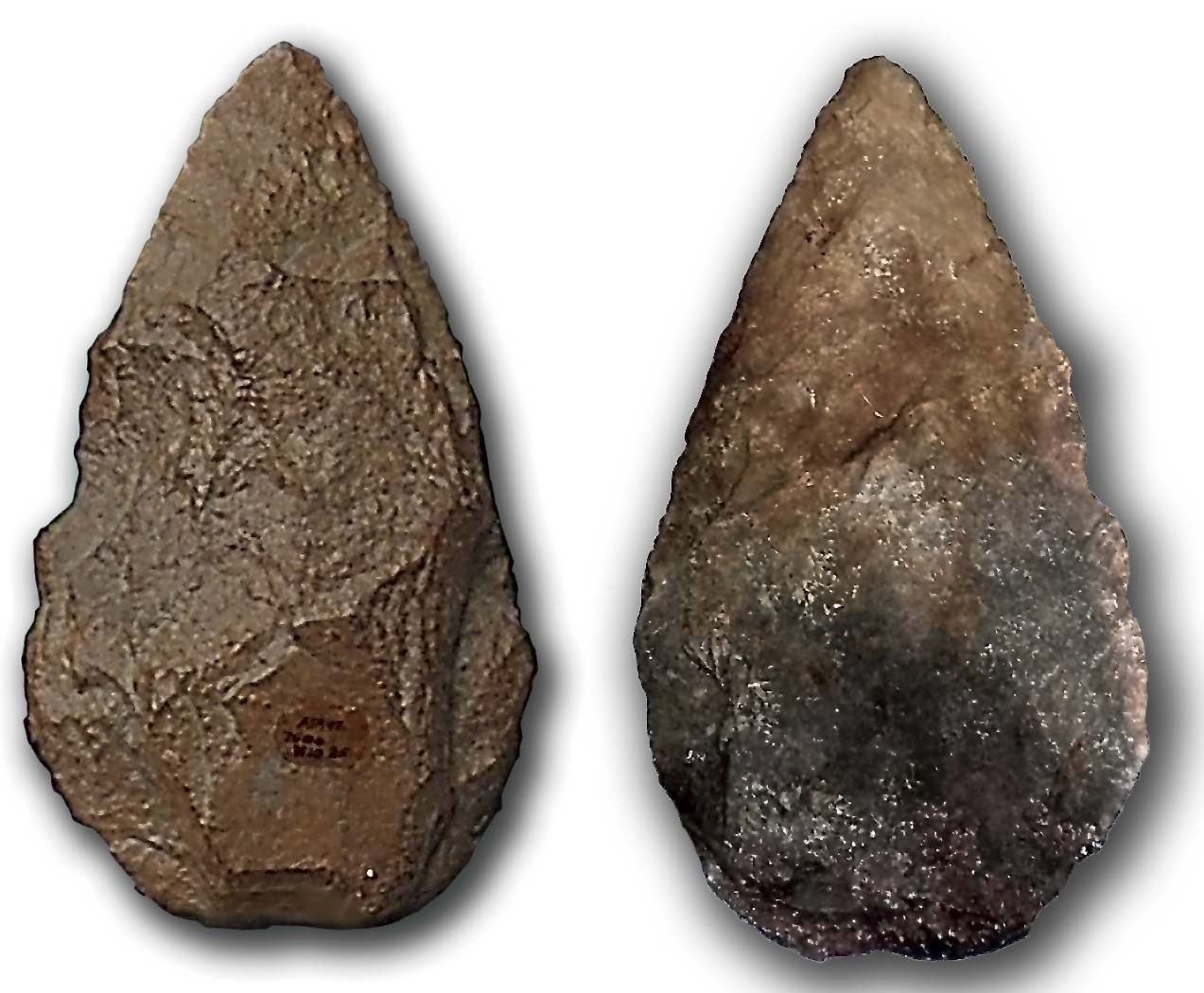
Imagem de um biface do Paleolítico Inferior.

Pedra de raio, pedra de trovão ou Pedra de Thor é o nome que em Portugal se dá aos instrumentos de pedra pré-históricos, principalmente bifaces, aos cristais de rocha muitas vezes encontrados nas raízes das árvores, às cunhas de ferro e aos meteoritos. As pedras de raio também podem ser redondas. Às pedras mais pequenas dá-se o nome de pedra de corisco. A pedra de raio era usada para matar pessoas com  os raios do trovão e punha-se em cima do telhado ou dentro de casa para protecção.
Segundo a crença popular em Portugal, o raio é uma pedra que cai e se afunda sete varas ou braças, cada ano sobe uma braça, e leva sete anos a vir à superfície. Quando a pedra cai dá muitos saltos no chão, deixando a terra esgadanhada.
A crença nas pedras de raio, encontra-se espalhada pela Europa, Asia, Polinésia, e diversos outros locais do mundo.
"Relacionada com o raio temos
a superstição das ceraunias,
que os Lusitanos julgavam
serem boas para preservar
dos efeitos das trovoadas."
~Leite de Vasconcelos
No sul de Portugal, os dentes de tubarão, fossilizados, também “são tidos como pedras de raio”. No Brasil os meteoritos são chamados de pedras de raio.